# Tefat

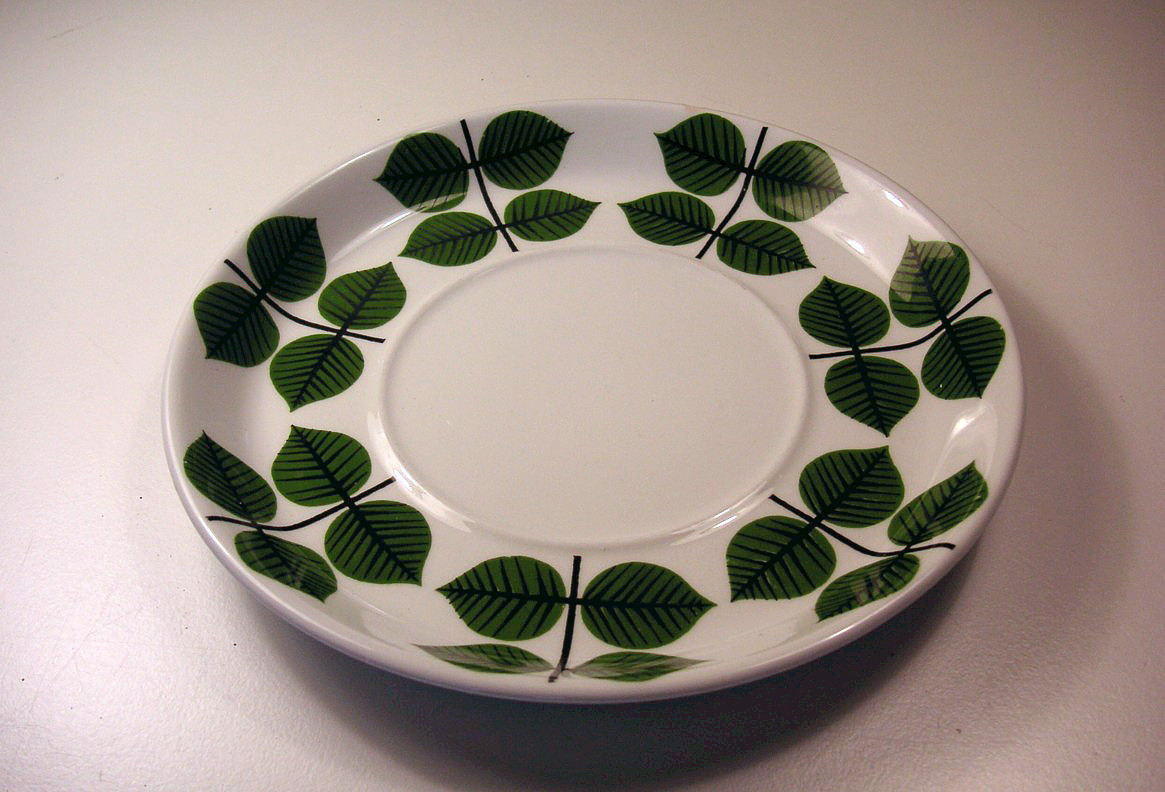
Tefat till Stig Lindbergs tekopp Berså

Ett tefat är en liten assiett som tillhör en kopp. Den har en liten fördjupning i mitten som passar koppens fot och som gör att koppen inte glider av så lätt.
Den platta formen gav namnet till Flygande tefat (eng. flying saucer) en tidig benämning på oidentifierade flygande föremål (UFO:n).